# Dziwaczne astrocyty
"Dziwaczne" astrocyty (ang. "bizarre" astrocytes) – typ komórek astrogleju typowy dla postępującej leukoencefalopatii wieloogniskowej, wywołanej przez wirusa JC.
Budową przypominają komórki histologicznie złośliwych glejaków

## Budowa
Komórki są większe niż astrocyty reaktywne. Mają nieregularny kształt i obfitą, kwasochłonną cytoplazmę. Jądro jest bardzo duże, zwykle brylowate i wypełnione rozłożonymi grudami chromatyny.